# Roland Palmaerts
Roland Palmaerts (né le 4 octobre 1953 à Bruxelles) est un peintre belge.

## Biographie
Roland Palmaerts est issu d’une famille de peintres et a fait son apprentissage entouré des tableaux de son père et de son arrière-grand-père. À l’âge de six ans, il remporte le premier prix du Concours national Tintin. Il étudie à l’Académie royale des beaux-arts de Bruxelles où il remporte le premier prix de dessin aquarellé.
En 1972, il s’engage dans les forces armées belges en tant que para-commando. Il y obtient de nombreux brevets dont celui d’instructeur «premier de cordée». Avec le recul, il constate que cette période plus physique de sa vie lui a inculqué une très grande discipline et une forte endurance autant qu’un contact humain particulier puisque «en moyenne mille hommes par année, de la plus haute noblesse en passant par l’éventail social le plus varié, affichaient leurs forces et leurs faiblesses, leur courage et leurs peurs, en vous confiant leur vie.»
En 1978, il est détaché auprès de Son Altesse royale, le prince Philippe de Belgique, lors de son passage au centre d’entraînement parachutiste, tout en terminant les dernières œuvres de sa première exposition solo sur le thème «Homme du monde» en noir de chine.
En 1980, il émigre au Canada et travaille d’abord comme concepteur et illustrateur auprès d’importantes agences de publicité. Il expose intensivement durant quatre années le fruit de son travail d’artiste. Devant le succès de ses expositions, en 1984, il décide de se consacrer exclusivement à la peinture et à l’aspect didactique de celle-ci. Possédant une solide base en dessin et en peinture à l’huile, l’artiste privilégie durant vingt ans l’aquarelle comme principal mode d’expression.
Roland Palmaerts a plus d’une centaine d’expositions à son actif, principalement concentrées au Canada et en Europe. Il a animé plus de 125 émissions de télévision et a conçu et mis sur le marché plusieurs produits artistiques dont des cassettes vidéo didactiques traduites en quatre langues.
Roland Palmaerts est membre de la Société Canadienne d’Aquarelle (S.C.A.), de l’Institut Européen de l’Aquarelle (I.E.A.) et a été durant cinq ans président de l’Institut des arts figuratifs (I.A.F.).
Il est recordman du monde du Marathon de peinture à Arches (Vosges), France : 60 aquarelles en 60 heures, réalisées du 3 au 5 octobre 2013, : 60 aquarelles en 60 heures, réalisées du 3 au 5 octobre 2013,.